# ПФК Обновление
АО «Производственная фармацевтическая компания Обновление» (бренд Renewal) — российская фармацевтическая компания. Основана в 1997 году в посёлке Сузун. Компания специализируется на разработке, производстве и реализации лекарственных препаратов (включая дженерики и ЖНВЛП), биологически активных добавок (БАД), изделий медицинского назначения и другой фармацевтической продукции. Производственно-исследовательский комплекс расположен в Новосибирске и рабочем поселке Сузун Новосибирской области.

## История
Компания ПФК "Обновление" начала работу осенью 1997 года, когда была основана в р.п. Сузун производство антисептических растворов и порошков. В 2003 году состоялся запуск производства таблетированных форм на приобретённом Новосибирском заводе медпрепаратов.
К 2008 году компания начала производить инъекционные растворы и капли в полимерных контейнерах . В 2019 году компания перешла на производство с Data Matrix-кодами, связано это с государственной системой маркировки. 
В 2020 году освоено производство шипучих таблеток, включая парацетамол. Открытие 2021 году цеха мягких лекарственных форм. 
В Новосибирске выпускаются твёрдые и жидкие формы (таблетки, капсулы, инъекции), в Сузуне — антисептики, настойки и мази. По словам генерального директора: общий объём инвестиций в производство превысил 6 млрд рублей (1 млрд — Сузун, 5 млрд — Новосибирск)1. В 2023 году компания запустила производство спреев и провела смену генерального директора.
1 Информация о специализации площадок и инвестициях основана на интервью гендиректора В. Калустова журналу «Деловой квартал» (28.09.2020).

## Руководство
- 1997-2023: Владлен Калустов (генеральный директор)
- С 2023: Владлен Калустов перешёл на роль председателя совета директоров. Дмитрий Грисюк стал генеральным директором[9].

## Производство
Основные производственные мощности компании сосредоточены на двух площадках. В Новосибирске расположены: цех твёрдых лекарственных форм, жидких лекарственных форм, а также производство фармацевтических субстанций. На площадке в Сузуне функционирует один объединённый цех, выпускающий твёрдые, жидкие и мягкие лекарственные формы, и отдельное производство спреев.

## Продукция
Компания выпускает лекарственные препараты, включая дженерики, Жизненно необходимые и важнейшие лекарственные препараты (ЖНВЛП), Биологически активные добавки и изделия медицинского назначения. Форма продукции:
Таблетки, капсулы, инъекционные растворы, растворы для приема внутрь (капли, настойки), капли глазные и назальные в полимерных контейнерах, растворы для местного и наружного применения, мягкие лекарственные формы (мази, гели), порошки и гранулы для приготовления растворов.

### Основные терапевтические направления
Сердечно-сосудистые средства, препараты для нервной системы, иммунологические препараты, гастроэнтерологические средства, респираторные препараты, дерматологические средства, средства для органов чувств и др.

### Ключевые бренды[13]
- Сиалор — назальные капли/спрей.
- Энтерумин — энтеросорбирующее средство.
- Эйфа АЦ — муколитическое средство.
- Гасит — антацидное средство.

## Исследования и разработки
Компания ведёт научно-исследовательскую деятельность, направленную на изменение существующих лекарственных форм (разработка и внедрение технологических стандартов), и разработку новых лекарственных молекул. В сферу R&D входит проведение доклинических и клинических исследований для обеспечения эффективности и безопасности препаратов.

## Рыночные позиции
Товарооборот (2024* по данным аудитора розничных продаж на фармацевтическом рынке DSM Group):
- В рублях (в ценах конечного потребителя): 23,08 млрд руб.
- В упаковках: 162 млн уп.
- Топ-3 российских производителей по объему реализации в упаковках (3.9% рынка) на розничном рынке РФ (по данным DSM Group, январь 2025)[15].
- включен в перечень системообразующих предприятий Новосибирской области[16].

## Награды
- 2020-2025: Победитель SmartPharma Awards в номинации «МНН-лидеры года: российские дженерики, которым доверяют фармацевты»[17].
- 2024: 9-е место в рейтинге Forbes «20 лучших фармкомпаний России»[18].
- 2024: «Компания года» (по версии SmartPharma Awards (отраслевая медиа))[19].

## Критика
На интернет-платформе пикабу и др. пользователи критиковали компанию за:
- Высокие цены на отдельные категории товаров[20]
- Агрессивную маркетинговую политику[21].

Публиковались также материалы, ставящие под сомнение достоверность критики.